# Gran Premi de l'oest dels Estats Units del 1983

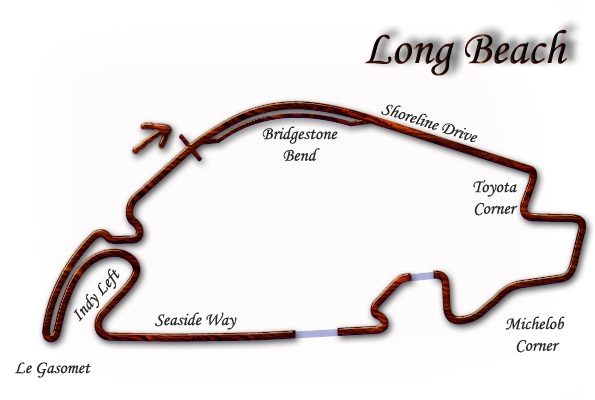
Imatge del circuit de Long Beach on es disputà la cursa.

Resultats del Gran Premi de l'oest dels Estats Units de Fórmula 1 de la temporada 1983, disputat al circuit de Long Beach, el 27 de març del 1983.

## Resultats
| Pos | No | Pilot              | Equip           | Voltes | Temps/ Retirada  | Pos. de sortida | Punts |
| --- | -- | ------------------ | --------------- | ------ | ---------------- | --------------- | ----- |
| 1   | 7  | John Watson        | McLaren - Ford  | 75     | 1h 53' 34. 889   | 22              | 9     |
| 2   | 8  | Niki Lauda         | McLaren - Ford  | 75     | + 27.993 s       | 23              | 6     |
| 3   | 28 | René Arnoux        | Ferrari         | 75     | + 1' 13.638 min. | 2               | 4     |
| 4   | 2  | Jacques Laffite    | Williams - Ford | 74     | + 1 Volta        | 4               | 3     |
| 5   | 29 | Marc Surer         | Arrows - Ford   | 74     | + 1 Volta        | 16              | 2     |
| 6   | 34 | Johnny Cecotto     | Theodore - Ford | 74     | + 1 Volta        | 17              | 1     |
| 7   | 26 | Raul Boesel        | Ligier - Ford   | 73     | + 2 Voltes       | 26              |       |
| 8   | 4  | Danny Sullivan     | Tyrrell - Ford  | 73     | + 2 Voltes       | 9               |       |
| 9   | 3  | Michele Alboreto   | Tyrrell - Ford  | 73     | + 2 Voltes       | 7               |       |
| 10  | 6  | Riccardo Patrese   | Brabham - BMW   | 72     | Distribuïdor     | 11              |       |
| 11  | 15 | Alain Prost        | Renault         | 72     | + 3 Voltes       | 8               |       |
| 12  | 12 | Nigel Mansell      | Lotus - Ford    | 72     | + 3 Voltes       | 13              |       |
| 13  | 16 | Eddie Cheever      | Renault         | 67     | Caixa canvi      | 15              |       |
| Ret | 30 | Alan Jones         | Arrows - Ford   | 58     | Prob. físics     | 12              |       |
| Ret | 5  | Nelson Piquet      | Brabham - BMW   | 51     | Accelerador      | 20              |       |
| Ret | 22 | Andrea de Cesaris  | Alfa Romeo      | 48     | Caixa canvi      | 19              |       |
| Ret | 11 | Elio de Angelis    | Lotus - Renault | 29     | Direcció         | 5               |       |
| Ret | 33 | Roberto Guerrero   | Theodore - Ford | 27     | Caixa canvi      | 18              |       |
| Ret | 25 | Jean Pierre Jarier | Ligier - Ford   | 26     | Col·lisió        | 10              |       |
| Ret | 36 | Bruno Giacomelli   | Toleman - Hart  | 26     | Bateria          | 14              |       |
| Ret | 23 | Mauro Baldi        | Alfa Romeo      | 26     | Virolla          | 21              |       |
| Ret | 27 | Patrick Tambay     | Ferrari         | 25     | Col·lisió        | 1               |       |
| Ret | 1  | Keke Rosberg       | Williams - Ford | 25     | Col·lisió        | 3               |       |
| Ret | 17 | Eliseo Salazar     | RAM - Ford      | 25     | Caixa canvi      | 25              |       |
| Ret | 35 | Derek Warwick      | Toleman - Hart  | 11     | Virolla          | 6               |       |
| Ret | 9  | Manfred Winkelhock | ATS - BMW       | 3      | Virolla          | 24              |       |
| NVQ | 31 | Corrado Fabi       | Osella - Ford   |        |                  |                 |       |
| NVQ | 32 | Piercarlo Ghinzani | Osella - Ford   |        |                  |                 |       |

## Altres
- Pole: Patrick Tambay 1' 26. 117

- Volta ràpida: Niki Lauda 1' 28. 330 (a la volta 42)